# 吉浦町
吉浦町（よしうらちょう）は、広島県安芸郡にあった町。現在の呉市の一部にあたる。

## 地理
- 海洋：広島湾[1]
- 河川：吉浦大川[1]

## 歴史
- 1889年（明治22年）4月1日、町村制の施行により、安芸郡吉浦村が単独で村制施行し、吉浦村が発足[1][2]。
- 1895年（明治28年）白峰駿馬、白峰造船所を設立[1]。
- 1902年（明治35年）4月1日、村域の一部が町制施行し二川町が発足[1][2]。
- 1916年（大正5年）2月11日、町制施行して吉浦町となる[1][2]。
- 1917年（大正6年）山本唯三郎、吉浦造船所を設立（1919年解散）[1]。
- 1928年（昭和3年）4月1日、呉市に編入され廃止[1][2]。

### 地名の由来
芦が繁茂し「あし浦」と称されたが、「あし」は「悪」に通ずるため「吉」に変えられた。

## 産業
- 農業、漁業[1]。

## 交通

### 鉄道
- 1903年（明治36年）国有鉄道呉線が開通し、吉浦駅を開設[1]。

### 港湾
- 吉浦港[1]

## 海軍
- 1891年（明治24年）池浜火薬庫（のち吉浦火薬庫）設置[1]。
- 1909年（明治42年）海軍兵学校分校として火薬試験場設置[1]。1923年（大正12年）呉工廠砲積実験部に改組[1]。
- 1914年（大正3年）呉海軍工廠砲熕部第6工場移転[1]。
- 1919年（大正8年）呉工廠水雷部計器工場設置[1]。
- 1924年（大正13年）海軍潜水学校、海軍工作庁地区西に移転[1]。